# Bergur Løkke Rasmussen
Bergur Løkke Rasmussen (ur. 4 marca 1990 w Gilleleje) – duński polityk i samorządowiec, poseł do Parlamentu Europejskiego IX kadencji.

## Życiorys
Syn polityka Larsa Løkke Rasmussena. Podjął studia w Copenhagen Business School, uzyskał magisterium z finansów i zarządzania strategicznego. Został kapitanem rezerwy gwardii królewskiej Den Kongelige Livgarde. Pracował m.in. w przedsiębiorstwie lobbingowym Grace Public Affairs.
Działacz liberalnej partii Venstre. W 2013 wybrany na radnego regionu Hovedstaden. W wyborach w 2019 kandydował do Europarlamentu, mandat posła do PE IX kadencji objął w listopadzie 2022. Dołączył do frakcji Odnówmy Europę. W marcu 2023 opuścił Venstre i dołączył do założonej w 2021 przez swojego ojca partii Moderaterne.